# Margarete Huber
Margarete Huber (* in Neresheim) ist eine deutsche Sängerin und Komponistin. Sie ist als Konzert- und Opernsängerin und als Komponistin für Konzert und Musiktheater tätig.

## Leben

### Ausbildung
Margarete Huber besuchte das Oberstufenkolleg Bielefeld mit den Hauptfächern Musik und Kunst und studierte danach Gesang, Musikwissenschaft und Komposition an der Universität der Künste, der Humboldt-Universität zu Berlin und der Universität Bremen. Ergänzend absolvierte sie Meisterkurse bei György Kurtág, Barbara Schlick und Nigel Rogers.

### Gesang
Als Sängerin (Sopran) ist sie in besonderem Maße spezialisiert auf Barockgesang, Belcanto-Technik und Zeitgenössische Vokalmusik. Margarete Huber debütierte mit der Opern-Uraufführung von Georg Katzers L´homme machine-Der Maschinenmensch am Schloßtheater Rheinsberg. Seitdem sang sie zahlreiche Partien in Oper und Konzert. Ihr Spektrum reicht von virtuosen Hauptrollen in Barockopern (Agrippina bis L’Orfeo), bis zu Neuer Musik mit über 50 Uraufführungen. Sie singt Liederabende mit bekannten Repertoire von Barock bis Moderne, und Raritäten wie Erstaufführung wiederentdeckter Lieder Charlotte Schlesingers oder alpine Jodel-Lieder. Sie sang mit dem Rundfunk-Sinfonieorchester Berlin, dem Staatssinfonieorchester Kaliningrad und dem Concerto Brandenburg. Sie ist die Sängerin des Berliner Ensemble für Neue Musik ensemble xenon und singt im Duo mit den Pianisten Fidan Aghayeva-Edler und Tomas Bächli, und in einem Duo mit der Cembalistin Eva Schulze. Neben komponierter Musik singt sie auch Konzerte mit Freier Improvisation. Internationale Gesangsengagements, u. a. (Konzerthaus Berlin, Festival Musica Antiqua Montenegro, Dresdner Tage der zeitgenössischen Musik, L´accademia amore, Greek Opera Festival, Festival Neue Musik Basel, Tage für Alte Musik, Diagonale, Musiktheatertage Wien, Internationaler Kongress Mikrotonalität, Festspielhaus Hellerau Dresden, John McIntosh Theatre London, Hamburgische Staatsoper, Gare du Nord Basel, Sophiensæle Berlin, Berliner Dom, Rudolf-Oetker-Halle, Festival Vieux média – La Générale Paris, Labirynt Festival Slubice, German Forum New York).

### Komposition
Als Komponistin schreibt Huber Werke für Kammermusik, Orchester, Oper, Musiktheater und Elektroakustische Musik und nutzt sowohl historische Techniken europäischer und außereuropäischer Musik wie auch Experimentelles, Objekte, Soundscapes, Elektronik, Circuit-Bending und Visuelles. 2011 wurde sie zur „Ersten deutsch-polnischen Kompositionswerkstatt“ und zum „Internationalen Kongreß Mikrotonalität“ eingeladen. Ihre Kammeroper Schattenlos (Libretto: Steffen Thiemann), die 2017 im Auftrag des Berliner Schlossplatztheater komponiert und dort uraufgeführt wurde, wurde ebendort 2018 in zweiter Spielzeit wiederaufgeführt. Hubers kompositorische Herangehensweise wurde 2018 in einem Komponistenporträt der Cooperativa Neue Musik vorgestellt. Ihre Werke werden bei dem Berliner Verlag Ries & Erler verlegt.
Internationale Kompositions-Aufführungen, u. a. im Festspielhaus Hellerau Dresden, Musiktheatertage Wien, Festival Vieux Média-La Generale Paris, Diagonale, Theaterfestival München, Internationaler Wettbewerb für Stimmkunst, Festival Neue Musik Basel, Randspiele, Europafestival, Erste deutsch-polnische Kompositionswerkstatt, Festival Begehungen Chemnitz, Transartfestival, Theater Gütersloh, Rudolf-Oetker-Halle, Kunsthalle Neuwerk Konstanz, Concours international de piano d´Orléans, Sophiensæle Berlin, Fränkischer Sommer, Guardini-Stiftung, Unerhörte Musik Berlin, Festival Klangwerkstatt Berlin, Schlossplatztheater Berlin, Theater Brandenburg, Gare du Nord Basel, Printemps des Poètes, Kunstquartier Bethanien Berlin, Kaskadenkondensator Basel, Festival Wie es ihr gefällt, German Forum New York, Centrum Kultury Zamek Poznań, Centrul des Interes Cluj Rumänien, ORF, Radio Vancouver, Labirynt Festival Slubice.

## Auszeichnungen
Preise:
- Jugendwettbewerb „Ganz Anders“ (1. Preis)
- Infernale (1. Preis)
- Internationaler Musikwettbewerb für Junge Kultur (2. Preis)
- Prix Marguerite de Reding des Schweizer Tonkünstlervereins (1. Preis)
- Liedinnovation-Wettbewerb des Rhone-Festivals 2021 (Finalistin im Duo mit Fidan Aghayeva-Edler)[7]

Stipendien:
- Studienstipendium der Markelstiftung
- Stipendiatin der Musiktheater-Akademie des Festspielhaus Hellerau in Dresden[8]
- Stipendiatin am Kunstfestival Begehungen „Wolkenkuckucksheim“, Chemnitz
- Arbeitsstipendium für Ernste Musik und Klangkunst 2020 der Senatsverwaltung für Kultur und Europa Berlin[9]
- Neustart Kultur Klassik-Stipendium des Deutschen Musikrats 2021[10]
- Stipendium des Musikfonds 2021

## Repertoire (Auswahl)

### Oper und Musiktheater
(Aufgeführte Partien:) Claudio Monteverdi L’Orfeo (Ninfa / Euridice / La Musica), Claudio Monteverdi L’incoronazione di Poppea (Valletto / Amore), Georg Friedrich Händel Agrippina (Nerone), Georg Friedrich Händel Acis and Galatea (Damon), Georg Friedrich Händel Alcina (Oberto), Johann Georg Conradi Die schöne und getreue Ariadne (Phaidra), Johann Gottfried Schwanberger Romeo e Giulia (Benvoglio), Wolfgang Amadeus Mozart Così fan tutte (Dorabella), Wolfgang Amadeus Mozart Le nozze di Figaro (La Contessa / Marcellina / Cherubino), Richard Strauss Ariadne auf Naxos (Echo), Kurt Weill Die Dreigroschenoper (Lucy), Victor Ullmann Der Kaiser von Atlantis (Trommler), Manos Tsangaris „winzig-Musiktheaterminiaturen“ (Sängerin), Georg Katzer L´homme machine - Der Maschinenmensch (UA) (Die singende Maschine), Frieder Butzmann Juhrop (UA) (Frau), Ralph Benatzky und andere „Mein Essen mit Victor“, (Operettensängerin), Anabel Sarabi und andere „Utopia 100“ (UA) (Sängerin), Verdi, Bellini, Mozart u. a. „AMMO-NITE“ (Violetta / Elvira / Contessa), Miika Hyytiäinen Performing Scene – Debussy(UA)(Sängerin), ensemble xenon/Teresa Reiber Improvisationplus (UA) (Sängerin), Margarete Huber „Nautilus Korallis Spiralia“ (UA) (Sängerin), „Ödipus Lost“ (UA) (Iokaste)

### Uraufführungen
(Uraufführungen Neuer Werke, in Musiktheater oder Konzert, von u. a.:) Liz Allbee, Klaus Barm, Detlef Bensmann, Guy Bettini, Wojciech Blazejczyk, Jeffrey Arlo Brown, Frieder Butzmann, Sidney Corbett, James Etherington, Christoph Funabashi, Antye Greie-Ripatti, Bardo Henning, Ralf Hoyer, Neo Hülcker, Miika Hyytiäinen, Bettina Junge, Gordon Kampe, Katharina Karrenberg, Georg Katzer, Christian Kesten, Rainer Killius, Benjamin Lang, Jamie Man, Hans-Jürg Meier, Andrea Neumann, Michael Renkel, Anabel Sarabi, Christoph Schiller, Klaus Schöpp, Andreas Staffel, Sebastian Stier, Katarzyna Taborowska-Kaszuba, Marcus Thomas, Anouschka Trocker, Johannes Wallmann, Steffi Weismann, Markus Wettstein, Ruth Wiesenfeld, Antje Vowinckel, Grace Yoon, Rafal Zapala, und Helmut Zapf.

### Kantaten und Lieder
(Aufgeführte Kantaten und Lieder:) Antonio Vivaldi Lunga dal vago volto / Amor hai vinto / Il povero mio cor, Georg Friedrich Händel Mi palpita il mio cor, Joseph Haydn Arianna a Naxos, Wolfgang Amadeus Mozart Exultate Jubilate, Henry Purcell Ausgewählte Lieder, Wolfgang Amadeus Mozart Sämtliche Lieder, Hugo Wolf Goethe-Lieder, Claude Debussy Ariettes oubliées, Maurice Ravel Cinque mélodies populaires grecques, Lili Boulanger Clairières dans le ciel, Hanns Eisler Zeitungsausschnitte / Ausgewählte Lieder, Charlotte Schlesinger Fünf Lieder, Samuel Barber Hermit Songs, György Kurtag Drei Inschriften, Luciano Berio Folk Songs, György Ligeti Der Sommer, Bardo Henning Stanzas of meditation, James Etherington Nacherzählung.

### Improvisierte Musik
Improvisationen in festen Ensembles (Ehemals: „Margaretes Zimmer“, „2:13-Ensemble“, „babels besen“). Aktuell, seit 2012: „ensemble xenon“, und seit 2014 auch „huber nebst pohl“, und seit 2018 Duo mit Fidan Aghayeva-Edler. Außerdem freie Kooperationen mit Musikern und auch Tänzern (u. a. Yuko Kaseki, Anna Melnikova, Stephanie Maher, Jenny Haack, Megumi Eda) und Solo-Improvisationen.

## Kompositionen (Auswahl)

### Oper/Musiktheater-Werke
- 2006: Springteufel Kammeroper für dramatischen Koloratursopran, lyrischen Sopran, und Naturstimme (Mezzosopran)(Text: Kathrin Röggla)
- 2010: Arie des Tages für Sopran, Klavier mit Präparationen, Zuspiel
- 2011: Giardino utopico / Deine Utopie, Musiktheater für Sopran, Instrumental-Ensemble und Zuspiel
- 2012: Haussprüche, Musiktheatrale Szenen zu Hannah Höch für Sopran, Akkordeon und Perkussion
- 2012: Vision in Weiß Szene für Tenor, Klavier, Sprecher und Bettlertrommel (Text: Bertolt Brecht)
- 2013: il vento / schwärmen für Sopran, Sprechstimmen, E-Piano mit Circuit-Bending, Oboe, Barockorgel, Instrumental-Ensemble, Stadtgeräusche, Vogelklänge und licht-gesteuerte Publikumsbeteiligung
- 2013: Perfect Hotel Musiktheater für Saxophon, Posaune, Violine, Viola, Kontrabass, Sopran, Sprecher, Zuspiel und Publikumsbeteiligung
- 2014: SCREAM Musiktheater für 2 Korg-Orgeln, Synthesizer mit Circuit-Bending, Trompete, 4 Natur-Stimmen, 1 Stimme-Sopran, Zuspiel, Video, Zeichnung, Stroboskop (als Part von Sinkorswim)
- 2015: Ödipus Lost Musiktheater-Szenen: Oper für Blinde: Bariton & Elektronik, Ewige Liebe: Klavier, Noche interminabile: Stimmen & Nachtgeräusche, Schall & Rauch: Auto-Geräusche & Navystimme, Glückliche Tage: Sopran, Beton: Stimme & Instrumentalensemble, Du bist nicht das Kind Deiner Eltern: Cello. (Musik teils Zuspiel, teils live)
- 2015: Wolkenkuckucksoper Interaktives Musiktheaterprojekt
- 2017: Schattenlos Kammeroper für Bariton, Bassbariton, Klavier und 4-Kanal-Zuspiel (Viola, Cembalo, Zither, Percussion, Elektronische Klänge, Atemgeräusche) (Libretto: Steffen Thiemann)
- 2021: Glänzende Augen. Junges Träumen. Konzertarie für lyrischen Koloratursopran und Klavier[15]
- 2021: An Evening in Springtime. Musikvideo, Sopran und Klavier[15]
- 2021: Natura Magica for 6 audio- and 6 video files[16]
- 2021: Visions für Sopran und Video[17]

### Orchesterwerke
- 2005: Im Innern für Orchester

### Kammermusik
- 1999: Isomerie für Flöte, Gitarre, Percussion, Melodica, Metallobjekte und Sopran
- 2000: so für Flöte, Trompete, Gitarre, Percussion, Klavier, Violine, Metallobjekte, Melodica, Papier, Eierschneider, Weisses Rauschen
- 2000: waldstück für Flöte, Gitarre, Percussion, Melodica, Metallobjekte und Sopran
- 2004: ANA für Mezzosopran und Gitarre
- 2004: veggio negli ochi della lume für Sopran und Klavier
- 2005: Härtsfeld für Oboe, Trompete, Gitarre, Klavier
- 2005: hello! hello! für 5 Kinderstimmen & Zuspiel
- 2005: STRONG für Bläserquintett
- 2007: europaverführung für 18 Stimmen
- 2007: trena für Harfe Solo
- 2008: er neigte sein ohr zu mir für sechs Frauenstimmen und Klavier
- 2008: Sieben Stücke für Stimme Solo für 2 Koloratursoprane, 2 lyrische Soprane, 1 dramatischen Sopran, 1 Mezzosopran, 1 Alt
- 2008: svolta für Flöte, Sheng, Baglama, Violine, Violoncello, Kontrabass
- 2010: die vögel stehen in der Luft und schreien für Klavier und Zuspiel
- 2010: nel cielo e in altri luoghi für Violine, Viola, E-Gitarre, Zuspiel
- 2011: Genshagen für Flöte, Saxophon, E-Gitarre, Klavier, 2 Violinen, Objekte, Sopran und Zuspiel
- 2012: indeed? für Saxophon, Posaune, Melodica, Objekte, Violine, Viola, Kontrabass
- 2012: fra un po´ für Sipsi und Atemgeräusche
- 2014: Rituals in outer space für Viola und Zuspiel
- 2015: Miedzyzdroje für Viola und Violoncello
- 2016: JETZT für Streichtrio
- 2016: Vieux média für Stimme und Portasaound mit Circuit-Bending
- 2018: GREEN für Klavier und Zuspiel
- 2019: La Renaissance de la Beauté für sechs Solistinnen und Klavier[18]
- 2020: Kurze Blitze, Donner, Sonne, Wind und Regen für Klavier mit Präparationen[19]
- 2021: Number One für Toypiano[20]

### Installationen
- 2015: Visual music Video mit gezeichneter visueller Musik
- 2013: Sehen und Hören vergehen Video mit gezeichneter und getanzter visueller Musik
- 2011: Wege nach Hellerau Theatrale Video/Klang-Installation für 3 Videos mit 3 Sprechern
- 2021: Aria da respirare for breathing sounds[6]

## Diskographie
- il vento / schwärmen, Komposition, Gesang, Stimme: Margarete Huber – La Musica
- Transforma – Musik im Raum für fünf Soprane, Komposition: Johannes Wallmann, Text: Stéphane Mallarmé, Sopran: Ksenija Lukic, Maacha Deubner, Susanne Serfling, Anita Schuppan, Margarete Huber, Integral-Art
- Musik in Deutschland Vol. 26 – Sakraler Raum und klangliches Experiment, mit: Johannes Wallmann „Innenklang“ für 4 Orchestergruppen und Soprane I. Teil, Sopran: Maacha Deubner, Ksenija Lukic, Susanne Serfling, Margarete Huber; Rundfunk-Sinfonieorchester Berlin; Karl Anton Rickenbacher Dirigent – RCA Red Seal BMG Classics
- Kryptonale, Festival-Mitschnitt, u. a. mit: Margarete Huber (Komposition & Sopran) Nautilus Korallis Spiralia für Stimme – Kryptonale-CD
- Not Missing Drums Project – Offline Adventures, u. a. mit Aleks Kolkowski, Matthias Bauer, Axel Dörner, Alex Nowitz, Andrea Neumann, Elisabeth Böhm-Christl, Bardo Henning, Margarete Huber-Leo Lab CD

## Veröffentlichungen
- Margarete Huber Konzeptstück. In: Urs Peter Schneider (Hrsg.): Konzeptuelle Musik. Eine kommentierte Anthologie. Bern 2016.
- Margarete Huber Wolkenkuckucksoper. In: Begehungen e. V. (Hrsg.): Begehungen Nr. 12 Wolkenkuckucksheim. Chemnitz 2015.
- Margarete Huber DEINE UTOPIE. Buchprojekt für UTOPIA 100, Festspielhaus Hellerau, Dresden 2011.
- Margarete Huber „Europaverführung“ für 18 Stimmen – Neue Musik mit jungen Sängerinnen und Sängern. In: T. Rhode-Jüchtern, M. Petersen (Hrsg.): Europa wird gemacht – Variationen einer Bottom up-Konstruktion. Wien 2010.
- Harald Hahn, David Fuhr (Hrsg.): Lob der Verzweiflung – Lieder und Texte zu Gedichten von Theodor Kramer mit Zeichnungen von Margarete Huber. Ibidem Verlag, 2006.
- Margarete Huber Über freie Improvisation. In: G. Nauck (Hrsg.): Positionen. Texte zur aktuellen Musik. Berlin 2000.

## Lehrtätigkeit
Margarete Huber unterrichtet Gesang im Berliner ta-musikatelier, ihre Schüler erhielten bereits Preise bei „Jugend musiziert“. Sie wurde als Dozentin für „Stimme & Mikrotonalität“ zum „Internationalen Kongress Mikrotonalität“ eingeladen, leitete die „Kompositionswerkstatt – Von Bach bis Heute“ am Oberstufenkolleg Bielefeld, Workshop „Stimme & Bewegung“ am „Soundance-Festival“, und im Team mit Hans-Jürg Meier, Christoph Markus Schiller und Markus Wetstein „Improvisationswerkstätten für Kompositionsstudenten“ an der Zürcher Hochschule der Künste.